# Processus pterygoideus
Processus pterygoideus, en på hver side, hænger perpendikulært fra de områder hvor kroppen og de store vinger mødes på kilebenet.